# Ansar al-Xaria
Ansar al-Xaria (àrab: كتيبة أنصار الشريعة, Katībat Anṣār ax-Xarīʿa, ‘Batalló dels Defensors de la Xaria’) és una milícia islàmista que advoca per l'aplicació estricta de la llei islàmica a tota Líbia. Es va donar a conèixer durant la Guerra de Líbia de 2011. Segons l'Agència de notícies Reuters, van participar en l'assalt al consolat nord-americà a Bengasi l'any 2012.
L'emblema d'Ansar al-Xaria és un parell de rifles d'assalt AK-47, el puny tancat amb un dit apuntant cap amunt, el sagrat Alcorà, i una bandera negra.
El grup es va formar durant la Guerra de Líbia de 2011 i va saltar a la fama després de la mort de Moammar al-Gaddafi. És un grup armat format per ex-rebels de diverses brigades, la milícia salafista inicialment es va fer un nom per publicar vídeos de si mateixos en la Batalla de Sirte.
La seva primera aparició pública va tenir lloc el 7 de juny de 2012, quan va encapçalar un míting de fins a 200 vehicles amb artilleria a la plaça Tahrir a Bengasi, exigint la imposició de la Xaria a Líbia.
El Govern dels Estats Units considera el grup armat com una "organització terrorista estrangera", en la llista elaborada pel Departament d'Estat dels Estats Units. Ansar al-Xaria roman actiu a les ciutats de Derna i Bengasi.